# Бар'єрна функція
В оптимізації з обмеженнями, бар'єрна функція — це неперервна функція чиє значення у точці наближається до нескінченності якщо точка наближається до границі допустимої області задачі оптимізації. Такі функції використовуються для того, щоб замінити обмеження задані нерівностями через штрафний доданок у цільовій функції.
Двома найпоширенішими типами бар'єрних функцій є обернена бар'єрна функція і логарифмічна. Відновлення зацікавленості в логарифмічній бар'єрній функції змотивоване її зв'язком із двоїсто-прямими методами внутрішньої точки.

## Мотивація
Розглянемо таку задачу оптимізації з обмеженнями:
мінімізувати f(x)
за умов x ≥ b
де b — якась стала. Якщо користувач бажає видалити обмеження-нерівності, задачу можна переформулювати як
мінімізувати f(x) + c(x),
де c(x) = ∞ якщо x < b, інакше нуль.
Ця задача тотожна першій. Тут ми позбавились нерівностей, але додали проблему, що штрафна функція c і, отже, цільова функція f(x) + c(x), не є неперервними, тим самим відкинувши можливість використання обчислення для розв'язання.
Бар'єрна функція це неперервне наближення g до c, яке прагне нескінченності коли x наближається до b згори. Використовуючи цю функцію можна сформулювати нову задачу оптимізації.
мінімізувати f(x) + μ g(x)
де μ > 0 це вільний параметр. Ця задача не є тотожною до початкової, але коли μ наближається до нуля, вона стає все кращим наближенням.

## Логарифмічна бар'єрна функція
Для логарифмічних бар'єрних функцій, {\displaystyle g(x,b)} визначена як {\displaystyle -\log(b-x)} коли {\displaystyle x<b} і {\displaystyle \infty } інакше (для одновимірного випадку. Дивись нижче для багатовимірного). По суті тут ми покладаємося на факт того, що {\displaystyle \log(t)} прагне до від'ємної нескінченності коли {\displaystyle t} прагне до 0.
Таким чином, до функції, яку ми оптимізуємо, ми додаємо градієнт, який віддає перевагу менш крайнім значенням {\displaystyle x} (у цьому випадку значенням меншим ніж {\displaystyle b}), при цьому маючи порівняно маленький вплив на функцію вдалині від крайніх значень.
Можна обрати саме логарифмічні бар'єрні функції, а не обчислювально менш дорогі обернені бар'єрні функції залежно від функції, яку треба оптимізувати.

### Вищі виміри
За умови, що кожен вимір є незалежним, розширення на вищі виміри просте. Для кожної змінної {\displaystyle x_{i}}, яка має бути строго менша ніж {\displaystyle b_{i}}, додати {\displaystyle -\log(b_{i}-x_{i})}.

### Формальне визначення
Мінімізувати {\displaystyle \mathbf {c} ^{T}x} subject to {\displaystyle \mathbf {a} _{i}^{T}x\leq b_{i},i=1,\ldots ,m}
Припустимо строгу допустимість: {\displaystyle \{\mathbf {x} |Ax<b\}\neq \emptyset }
Визначимо логарифмічний бар'єр {\displaystyle \Phi (x)={\begin{cases}\sum _{i=1}^{m}-\log(b_{i}-a_{i}^{T}x)&Ax<b\\+\infty &Ax\geq b\end{cases}}}